# Liste der Baudenkmäler in Willebadessen
Die Liste der Baudenkmäler in Willebadessen enthält die denkmalgeschützten Bauwerke auf dem Gebiet der Stadt Willebadessen im Kreis Höxter in Nordrhein-Westfalen (Stand: November 2017). Diese Baudenkmäler sind in der Denkmalliste der Stadt Willebadessen eingetragen; Grundlage für die Aufnahme ist das Denkmalschutzgesetz Nordrhein-Westfalen (DSchG NRW).

| Bild                                                 | Bezeichnung | Lage                                              | Beschreibung             | Bauzeit                         | Eingetragen seit                                | Denkmal- nummer |
| ---------------------------------------------------- | --- | ------------------------------------------------- | ------------------------ | ------------------------------- | ----------------------------------------------- | --------------- |
| weitere Bilder                                       | Bildstock am Taubenbrunnen                                                                                         | Altenheerse Karte                                 |                          | 1740                            | 10. Dezember 1984                               | 1               |
| weitere Bilder                                       | Bildstock nordöstlich der Kirche                                                                                   | Altenheerse Im Hahnen/Am Himmelsberg Karte        |                          | 1723                            | 10. Dezember 1984                               | 2               |
| Bildstock westlich der Kirche an der Bruchsteinmauer | Bildstock westlich der Kirche an der Bruchsteinmauer                                                               | Eissen                                            |                          |                                 | 10. Dezember 1984                               | 3               |
| Kriegerkapelle mit Bildstock                         | Kriegerkapelle mit Bildstock                                                                                       | Eissen                                            |                          |                                 | 10. Dezember 1984                               | 4               |
| Bildstock am Nordausgang Löwen                       | Bildstock am Nordausgang Löwen                                                                                     | Löwen Karte                                       |                          |                                 | 10. Dezember 1984                               | 5               |
| Bildstock am Südausgang Löwen                        | Bildstock am Südausgang Löwen                                                                                      | Löwen Karte                                       |                          |                                 | 10. Dezember 1984                               | 6               |
| Bildstock am Westausgang Löwen                       | Bildstock am Westausgang Löwen                                                                                     | Löwen Karte                                       |                          |                                 | 10. Dezember 1984                               | 7               |
| Bildstock am Südausgang/Friedhof                     | Bildstock am Südausgang/Friedhof                                                                                   | Löwen Karte                                       |                          |                                 | 10. Dezember 1984                               | 8               |
| Donatus-Kapelle                                      | Donatus-Kapelle | Niesen Karte                                      |                          |                                 | 10. Dezember 1984                               | 9               |
| Liborius-Statue                                      | Liborius-Statue | Niesen Karte                                      |                          |                                 | 10. Dezember 1984                               | 10              |
| Burghaus                                             | Burghaus | Peckelsheim Burgstraße 5 Karte                    |                          |                                 | 10. Dezember 1984                               | 11              |
| Abdinghof (Zehntscheune)                             | Abdinghof (Zehntscheune)                                                                                           | Peckelsheim Abdinghofweg 1 Karte                  |                          | 1710                            | 10. Dezember 1984                               | 12              |
| Klosterscheune (Ackerhaus)                           | Klosterscheune (Ackerhaus)                                                                                         | Willebadessen Karte                               |                          |                                 | 10. Dezember 1984                               | 13              |
| ehem. Klosterschmiede (Haus des Gastes)              | ehem. Klosterschmiede (Haus des Gastes)                                                                            | Willebadessen Karte                               |                          |                                 | 10. Dezember 1984                               | 14              |
| Gedenkstein auf dem Bahnhofsvorplatz                 | Gedenkstein auf dem Bahnhofsvorplatz                                                                               | Willebadessen Karte                               |                          | 1886                            | 10. Dezember 1984                               | 15              |
| weitere Bilder                                       | Kath. Pfarrkirche St. Georg Altarretabel Historische Ausstattung                                                   | Altenheerse Karte                                 |                          |                                 | 13. Februar 1985 3. November 1993 23. Juni 1997 | 16              |
| weitere Bilder                                       | Kath. Pfarrkirche St. Marien                                                                                       | Borlinghausen Hauptstraße 2 Karte                 |                          |                                 | 13. Februar 1985                                | 17              |
| weitere Bilder                                       | Schloss Borlinghausen                                                                                              | Borlinghausen Hauptstraße 1–3 Karte               |                          |                                 | 13. Februar 1985                                | 18              |
| weitere Bilder                                       | Kath. Pfarrkirche St. Liborius                                                                                     | Eissen Karte                                      |                          | Erstbau 11. Jh. Umbau 1912–1914 | 13. Februar 1985                                | 19              |
| weitere Bilder                                       | Kath. Pfarrkirche St. Johann Baptist, nachträgl. Eintragung „Historischer Ausstattung“                             | Fölsen Karte                                      |                          | 1746–1747                       | 13. Februar 1985 16. März 1995                  | 20              |
| ehem. Pfarrhaus                                      | ehem. Pfarrhaus | Fölsen                                            |                          |                                 | 13. Februar 1985                                | 21              |
| weitere Bilder                                       | Kath. Pfarrkirche St. Kilian nachträgl. Eintragung „Historischer Ausstattung“                                      | Helmern Hinter den Höfen 6 Karte                  |                          | 1713                            | 13. Februar 1985 16. März 1995                  | 22              |
| weitere Bilder                                       | Rittergut Helmern                                                                                                  | Helmern Karte                                     |                          |                                 | 13. Februar 1985                                | 23              |
| weitere Bilder                                       | Kath. Pfarrkirche St. Kilian                                                                                       | Löwen Karte                                       |                          |                                 | 13. Februar 1985                                | 24              |
| weitere Bilder                                       | Kath. Pfarrkirche St. Maximilian                                                                                   | Niesen Karte                                      |                          | 1923–1926                       | 13. Februar 1985                                | 25              |
| weitere Bilder                                       | Schloss Niesen | Niesen Kirchberg 12 Karte                         | Barockschloss            | 1703–1704                       | 13. Februar 1985 17. April 2012                 | 26              |
| Kapelle St. Godehard im Schloßareal                  | Kapelle St. Godehard im Schloßareal                                                                                | Niesen Karte                                      |                          |                                 | 13. Februar 1985                                | 27              |
| Wohnhaus u. Wirtschaftsgebäude                       | Wohnhaus u. Wirtschaftsgebäude                                                                                     | Niesen Karte                                      |                          |                                 | 13. Februar 1985                                | 28              |
| ehem. Wirtschaftsgebäude                             | ehem. Wirtschaftsgebäude                                                                                           | Niesen                                            |                          |                                 | 13. Februar 1985                                | 29              |
| ehem. Wirtschaftsgebäude                             | ehem. Wirtschaftsgebäude                                                                                           | Niesen                                            |                          |                                 | 13. Februar 1985                                | 30              |
| Kath. Pfarrkirche St. Mariä Himmelfahrt              | Kath. Pfarrkirche St. Mariä Himmelfahrt                                                                            | Peckelsheim                                       |                          |                                 | 13. Februar 1985                                | 31              |
| weitere Bilder                                       | Ev. Trinitatiskirche                                                                                               | Peckelsheim                                       |                          |                                 | 13. Februar 1985                                | 32 Wikidata     |
| weitere Bilder                                       | Wohnturm | Peckelsheim Burgstraße 7 Karte                    |                          |                                 | 13. Februar 1985                                | 33              |
| weitere Bilder                                       | Burghaus | Peckelsheim Burgstraße 6 Karte                    |                          |                                 | 13. Februar 1985                                | 34              |
| weitere Bilder                                       | Burgscheune | Peckelsheim Burgstraße 9 Karte                    |                          |                                 | 13. Februar 1985                                | 35              |
| weitere Bilder                                       | Schloß Schweckhausen mit Wagnerei, Schmiede, Herrenhausinsel, Wirtschaftshof, Pavillons und Garten- und Parkanlage | Schweckhausen Karte                               |                          |                                 | 13. Februar 1985 28. Mai 2018                   | 36              |
| ehem. Forsthaus                                      | ehem. Forsthaus | Schweckhausen Steinkuhle 1 Karte                  |                          |                                 | 13. Februar 1985                                | 37              |
| Klosterflügel-Pfarrhaus                              | Klosterflügel-Pfarrhaus                                                                                            | Willebadessen                                     |                          |                                 | 13. Februar 1985                                | 38              |
| ehem. Wirtschaftsgebäude (Kloster)                   | ehem. Wirtschaftsgebäude (Kloster)                                                                                 | Willebadessen                                     |                          |                                 | 13. Februar 1985                                | 39              |
| gusseisernes Wegekreuz                               | gusseisernes Wegekreuz                                                                                             | Willebadessen Karte                               |                          |                                 | 13. Februar 1985                                | 40              |
| weitere Bilder                                       | Vituskapelle mit 13 Kreuzwegstationen                                                                              | Willebadessen Karte                               |                          |                                 | 13. Februar 1985                                | 41              |
| weitere Bilder                                       | Kath. Pfarrkirche St. Vitus                                                                                        | Willebadessen Karte                               |                          |                                 | 13. Februar 1985                                | 42 Wikidata     |
| Torhaus und Klostermauer                             | Torhaus und Klostermauer                                                                                           | Willebadessen Karte                               |                          | 1801                            | 15. Februar 1985                                | 43              |
| Konventsgebäude                                      | Konventsgebäude | Willebadessen Karte                               |                          | zwischen 1700 und 1713          | 15. Februar 1985 2. November 2010               | 44              |
| Abteigebäude                                         | Abteigebäude | Willebadessen                                     |                          | 1744                            | 15. Februar 1985                                | 45              |
| ehem. Pferdestall                                    | ehem. Pferdestall                                                                                                  | Willebadessen Karte                               |                          | 1728                            | 15. Februar 1985                                | 46              |
| weitere Bilder                                       | Bildstock an der Straße Helmern-Fölsen (v. Spiegel)                                                                | Helmern Karte                                     |                          | 1710                            | 6. März 1985                                    | 47              |
| Gusseisernes Wegekreuz „Auf der Helle“               | Gusseisernes Wegekreuz „Auf der Helle“                                                                             | Willebadessen Karte                               |                          |                                 | 19. April 1985                                  | 48              |
|                                                      | Butterbrunnen | Schweckhausen                                     |                          |                                 | 3. Juli 1985                                    | 49              |
| weitere Bilder                                       | Kath. Kapelle Mariä Heimsuchung                                                                                    | Ikenhausen                                        |                          |                                 | 4. Juli 1985                                    | 50              |
| Fachwerkhaus Kurzen                                  | Fachwerkhaus Kurzen                                                                                                | Willebadessen Lange Straße 23a                    |                          |                                 | 10. September 1985                              | 51              |
| weitere Bilder                                       | Pumpenwindmühle | Schweckhausen Karte                               | Wasserturm mit Windpumpe | 1904                            | 16. Oktober 1985                                | 52              |
|                                                      | Gutshaus Hegge | Niesen                                            |                          |                                 | 16. Oktober 1985                                | 53              |
| weitere Bilder                                       | Bildstock mit Steinkreuz im Pascheberg                                                                             | Willebadessen Karte                               |                          |                                 | 16. Oktober 1985                                | 55              |
| Gruftkapelle (Mausoleum)                             | Gruftkapelle (Mausoleum)                                                                                           | Willebadessen Karte                               |                          |                                 | 16. Oktober 1985                                | 56              |
| ehem. Bahnhof                                        | ehem. Bahnhof | Eissen                                            |                          |                                 | 30. Dezember 1985                               | 57              |
| BW                                                   | Gutshof Laake (Schafstall, ehem. Scheune)                                                                          | Borlinghausen Laake 1 Karte                       |                          |                                 | 24. Januar 1986                                 | 58              |
| weitere Bilder                                       | Eisenbahnviadukt mit Siebenquellengebiet                                                                           | Willebadessen Karte                               |                          |                                 | 1. Februar 1988                                 | 60              |
| Bahnhofempfangsgebäude                               | Bahnhofempfangsgebäude                                                                                             | Willebadessen Karte                               |                          |                                 | 1. Februar 1988                                 | 61              |
| Ehem. Pfarrhaus Löwen                                | Ehem. Pfarrhaus Löwen                                                                                              | Löwen Brunnenstraße 21 Karte                      |                          | 1842                            | 28. Juli 1988                                   | 63              |
| Bierbaums Nagel                                      | Bierbaums Nagel | Borlinghausen Karte                               |                          |                                 | 3. November 1988                                | 64              |
| Villa Disselhoff                                     | Villa Disselhoff                                                                                                   | Peckelsheim                                       |                          |                                 | 8. November 1990                                | 65              |
| ehem. Klostermühle                                   | ehem. Klostermühle                                                                                                 | Willebadessen Mühlenstraße 6 Karte                |                          |                                 | 11. Februar 1991                                | 67              |
| ehem. Burgbrunnen                                    | ehem. Burgbrunnen                                                                                                  | Peckelsheim Burgstraße 6                          |                          |                                 | 1. März 1991                                    | 68              |
| Gutshaus Haverhausen                                 | Gutshaus Haverhausen                                                                                               | Fölsen Gut Haverhausen 1                          |                          |                                 | 1. März 1991                                    | 69              |
| Bauernhaus Schuhbert                                 | Bauernhaus Schuhbert                                                                                               | Willebadessen Lange Straße 12                     |                          |                                 | 15. März 1991                                   | 70              |
| Herrenhaus Gut Engar                                 | Herrenhaus Gut Engar                                                                                               | Engar Zum Gutshof 1                               |                          |                                 | 16. April 1991                                  | 71              |
| weitere Bilder                                       | Gutsanlage Schoenkaes                                                                                              | Altenheerse Querweg 1                             |                          |                                 | 28. April 1993                                  | 72              |
| Jüdischer Friedhof                                   | Jüdischer Friedhof                                                                                                 | Peckelsheim An der Asertwete                      |                          |                                 | 3. Juni 1993                                    | 74              |
| weitere Bilder                                       | Jüdischer Friedhof                                                                                                 | Willebadessen Am Greienberg/Sehlenwersgrund Karte |                          |                                 | 3. Juni 1993                                    | 75              |
| Kath. Pfarrhaus                                      | Kath. Pfarrhaus | Peckelsheim An St. Marien 1                       |                          |                                 | 3. November 1993                                | 76              |
| Wohnhaus                                             | Wohnhaus | Peckelsheim Am Markt 2                            |                          |                                 | 25. Oktober 2000                                | 77              |
| Wohnhaus                                             | Wohnhaus | Helmern Waldhoffs Weg 3                           |                          |                                 | 19. August 2004                                 | 79              |
| Wohn- und Geschäftshaus                              | Wohn- und Geschäftshaus                                                                                            | Peckelsheim Lützer Str. 1                         |                          |                                 | 19. März 2008                                   | 80              |
| Hofstelle Bickemanns                                 | Hofstelle Bickemanns                                                                                               | Altenheerse Schonlaustraße 2                      |                          |                                 | 28. Juli 2008                                   | 81              |
| Gutsanlage Schönthal                                 | Gutsanlage Schönthal                                                                                               | Schweckhausen Gut Schönthal 24 Karte              |                          |                                 | 24. Februar 2017                                | 82              |

## Gelöschte Baudenkmäler
| Bild | Bezeichnung                                    | Lage                             | Beschreibung                              | Bauzeit | Eingetragen seit  | Denkmal- nummer |
| ---- | ---------------------------------------------- | -------------------------------- | ----------------------------------------- | ------- | ----------------- | --------------- |
|      | ehem. Apotheke                                 | Peckelsheim Lützer Straße 24     | Eintragung gelöscht am 10. November 2017  |         | 16. Oktober 1985  | 54              |
|      | Langes Haus                                    | Schweckhausen Mühlenweg 10       | Eintragung gelöscht am 16. Februar 2015   |         | 6. März 1985      | 59              |
|      | Behlersche Scheune (Zufahrt zum Schloß Niesen) | Niesen Kirchberg                 | Eintragung gelöscht am 15. April 2015     |         | 28. Juli 1988     | 62              |
|      | Fachwerkhaus                                   | Willebadessen Lange Straße       | Eintragung gelöscht am 14. September 1994 |         | 14. Dezember 1990 | 66              |
|      | Bauernhaus                                     | Borlinghausen Hauptstraße 6      | Eintragung gelöscht am 26. Juli 2013      |         | 28. April 1993    | 73              |
|      | Wohnhaus                                       | Willebadessen Alte Schulstraße 6 | Eintragung gelöscht am 1. April 2015      |         | 17. November 2003 | 78              |